# The Fantastic Four (film, 1994)
The Fantastic Four är en osläppt tysk-amerikansk superhjältefilm från 1994 i regi av Oley Sassone, från ett manus skrivet av Craig J. Nevius och Kevin Rock. Detta skulle ha blivit en film, där man skulle få följa Marvelprofilerna Stan Lee och Jack Kirbys superhjältekvartett Fantastic Four, både i deras bildande, och i deras första strid mot Doktor Doom. Inspelningarna av denna film sattes igång i Los Angeles den 28 december 1992.
Filmen planerades från början att ha världspremiär på gallerian Mall of America, belägen i Bloomington, Minnesota, den 19 januari 1994. Hela filmen skulle dock komma att bli stoppad av den exekutiva producenten Bernd Eichinger, bara en vecka före den stora biopremiären. Det har dock förekommit en del piratkopior av filmen, med start från den 31 maj 1994.

## Rollista (i urval)
| Alex Hyde-White      | – Reed Richards / Mr. Fantastic |
| Rebecca Staab        | – Susan Storm / Invisible Woman |
| Mercedes McNab       | – unga Susan Storm              |
| Jay Underwood        | – Johnny Storm / Human Torch    |
| Phillip Van Dyke     | – unga Johnny Storm             |
| Michael Bailey Smith | – Ben Grimm                     |
| Carl Ciarfalio       | – Thing                         |
| Joseph Culp          | – Victor Von Doom / Doktor Doom |
| Kat Green            | – Alicia Masters                |
| Ian Trigger          | – Juveleraren                   |